# Johann Amadeus Franz de Paula, Baron Thugut
Johann Amadeus Franz, baron Thugut, (Linz 31 mars 1736 - Vienne 28 mai 1818) était un ministre et chancelier autrichien.

## Biographie
De condition modeste, Thugut s'est élevé par son travail. Favorisé personnellement par Marie-Thérèse, il entre à la chancellerie d'État autrichienne, y travaille d'abord comme traducteur, puis comme diplomate. 
En 1769, il devient chargé d'affaires à Constantinople. Son premier succès politique fut l'acquisition de la Bukovine pour l'Autriche. Dans la guerre de succession bavaroise, Marie-Thérèse lui confie le soin de mener les négociations avec Frédéric II, mais il échoue à cause de l'inflexibilité de ce dernier. Après avoir été ensuite de diverses missions, il est en 1794, après la mort de Kaunitz, dont il passe pour être l'élève, nommé ministre des Affaires étrangères et Chancelier d'Autriche. Son origine bourgeoise lui vaut d'innombrables hostilités de la part de la cour et de la noblesse, mais il n'en exerce pas moins ses fonctions avec haute opinion de lui-même.
Adversaire déclaré de la Prusse, il cherche l'alliance de l'Angleterre et de la Russie. Il parvient, lors du troisième partage de la Pologne (1795), à défendre les intérêts autrichiens négligés lors du second partage (acquisition de la Galicie occidentale avec Cracovie). 
Farouchement hostile à la France révolutionnaire, il est partisan contre elle de la guerre à outrance, et, après la trahison de Dumouriez, il préfère perdre la famille royale plutôt que de signer un armistice avec la Convention. Toutefois, les coalitions formées par lui se disloquent à cause de la dissension des partenaires : au traité de Campo-Formio (1797), l'Autriche doit non seulement céder aux Français la Belgique, mais aussi leur reconnaître l'acquisition de la rive gauche du Rhin. 
La reprise de la guerre contre la France conduit, après la défaite de Marengo, à la catastrophe de Hohenlinden (3 décembre 1800). Avant même la conclusion de la paix de Lunéville (1801), Thugut donne sa démission. Contrairement aux conseils de l'archiduc Charles, il avait rejeté deux propositions de paix de Bonaparte et assumait ainsi l'entière responsabilité de la défaite. Il fut remplacé par le comte Cobenzl.